# Charles Sumner Tainter

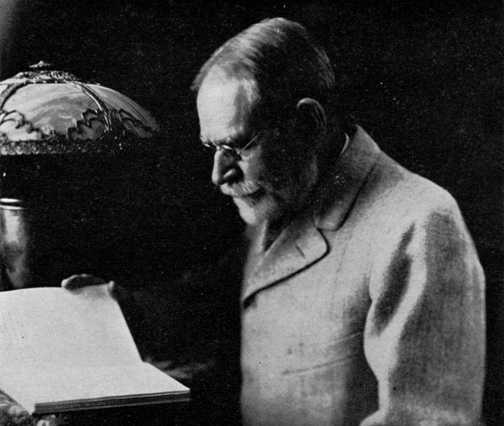
Charles Sumner Tainter (photographie de 1919)

Charles Sumner Tainter (né à Watertown (Massachusetts) le 25 avril 1854 et mort à San Diego le 20 avril 1940) est un ingénieur autodidacte et inventeur américain. Principalement connu pour sa collaboration au Volta Laboratory avec Alexander Graham Bell, Chichester Bell (en) et Gardiner Hubbard, ainsi que pour les perfectionnements qu'il apporte au phonographe de Thomas Edison permettant le développement du « graphophone », l'ancêtre du dictaphone.
Sa carrière se poursuit en tant qu'associé au sein de l'International Graphopone Company of West Virginia et de son propre laboratoire de recherche et développement, ces travaux lui valent souvent le surnom de « Father Of The Talking Machine » (« père de la machine parlante »,.)

## Récompenses et honneurs
- Médaille d'or de l'Exposition internationale d'Électricité de Paris en 1881 pour la co-invention du photophone[3],
- La France lui confère, en 1889, la décoration d'Officier de l'instruction publique pour ses travaux dans l'invention du Graphophone[3],[5],
- Médaille d'or de l'Exposition universelle de 1915 à San Francisco pour le Graphophone[3],
- L'Association américaine pour l'avancement de la science lui concerne le titre d'Emeritus Life Member en 1934[3],[6],
- Depuis 2006, il est inscrit sur la liste de National Inventors Hall of Fame, pour ses « découvertes dans le domaine de l'enregistrement sonore »[7].